# Francis Marion Ownbey
Francis Marion Ownbey (29 de septiembre de 1910-1974) fue un botánico y curador estadounidense.
Estudió y obtuvo su Ph.D. en la Universidad Washington en San Luis, con Jesse M. Greenman. Ownbey se mudó en 1939 a la Universidad Estatal de Washington, iniciando su carrera en su facultad y sirviendo como director del herbario.

## Algunas publicaciones

### Libros
- Francis Marion Ownbey, Hannah Caroline Aase. 1955. Cytotaxonomic studies in Allium. N.º 1-3 de Research studies of the State College of Washington: Monographic supplement. Editor State College of Washington, 106 pp.

- Francis Marion Ownbey. 1939. A monograph of the genus Calochortus. Editor Washington Univ. 670 pp.

- La abreviatura «Ownbey» se emplea para indicar a Francis Marion Ownbey como autoridad en la descripción y clasificación científica de los vegetales.[2]